# キア・ビガート
ビガート、エランは、起亜自動車が製造していた自動車である。

## 概要
ロータス・エランの生産終了後、生産設備などを起亜自動車が買取、ライセンス生産をはじめた。
ビガートの名称は、日本への輸出モデルに用いられる名称で、韓国ではエランの名称が用いられている。またドイツなどでは「キア・ロードスター」（Kia Roadster ）の名称で販売されたこともある。ロータス製モデルとは異なり、右ハンドル仕様は生産されていない。
ボディー、シャシーの基本的部分はエランから変更されていない。エンジンは、ロータス製モデルではいすゞ・4XE1エンジンが用いられたが、ビガートでは自社製のＴ８Ｄエンジンをロータスが改良したものに変更された。